# Amt Hüllhorst
Das Amt Hüllhorst war ein Amt im Kreis Lübbecke in Nordrhein-Westfalen mit Sitz in Dielingen. Durch das Bielefeld-Gesetz wurde das Amt zum 31. Dezember 1972 aufgelöst. Rechtsnachfolgerin des Amtes ist die Gemeinde Hüllhorst im Kreis Minden-Lübbecke, die weitgehend deckungsgleich mit dem ehemaligen Amt ist. Das Amt hieß nach seiner Gründung im 19. Jahrhundert zunächst Amt Schnathorst.

## Geographie
Das Amt lag südlich des Wiehengebirges und grenzte im Süden und Westen an den Kreis Herford.

## Geschichte
Der größte Teil des Amtes gehörte bis zur Franzosenzeit zum Amt Reineberg des Fürstentums Minden, nur Bröderhausen gehörte zum Amt Hausberge des Fürstentums. Von 1807 bis 1810 gehörte das Gebiet zum Kanton Reineberg im napoleonischen Satellitenstaat Königreich Westphalen. Nach der Annexion großer Teile Norddeutschlands durch Napoleon Bonaparte fiel von 1811 bis 1813 das gesamte Gebiet an das Kaiserreich Frankreich und gehörte dort zum Kanton Quernheim im Arrondissement Minden des Departements der Oberen Ems. Gemäß der in Frankreich üblichen Verwaltungsstruktur wurde nun die Kantone in Mairien (Bürgermeistereien) gegliedert. Im Bereich des späteren Amtes entstanden dabei die drei Marien Hüllhorst, Oberbauerschaft und Schnathorst.
Nach der napoleonischen Niederlage fiel ganz Minden-Ravensberg 1813 zurück an Preußen. Bei der Kreiseinteilung der neuen Provinz Westfalen im Jahr 1816 kam das Gebiet der Mairien Hüllhorst, Oberbauerschaft und Schnathorst zum neuen Kreis Bünde, aus dem es 1832 in den Kreis Lübbecke umgegliedert wurde.

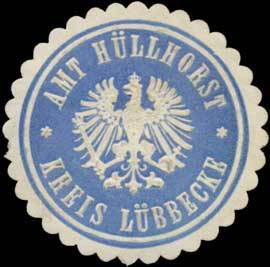
Siegelmarke des Amtes Hüllhorst

Mit der Einführung der der preußischen Landgemeindeordnung für die Provinz Westfalen von 1841 wurde im November 1843 der Kreis Lübbecke in Ämter eingeteilt, darunter das Amt Schnathorst mit zunächst acht Landgemeinden. Es umfasste das Gebiet der drei napoleonischen Bürgermeistereien Hüllhorst, Oberbauerschaft und Schnathorst. Nachdem das Amt 1867 einen Amtmann erhielt, der in Hüllhorst ansässig war, setzte sich die Bezeichnung Amt Hüllhorst für das Amt durch. 1906 wurde die Gemeinde Huchzen durch Ausgliederung aus Tengern neu gebildet. Das Amt gliederte sich seitdem in neun Gemeinden:
- Ahlsen-Reineberg
- Bröderhausen
- Büttendorf
- Holsen
- Huchzen
- Hüllhorst
- Oberbauerschaft
- Schnathorst
- Tengern

Das Amt war landwirtschaftlich geprägt. Die Zigarrenindustrie, in der zu Hochzeiten über 380 Arbeiter beschäftigt wurden, verlor im Verlauf des 20. Jahrhunderts immer mehr an Bedeutung.
Durch das Bielefeld-Gesetz wurde das Amt Hüllhorst zum 31. Dezember 1972 aufgelöst. Seine Gemeinden wurden zur neuen Gemeinde Hüllhorst im Kreis Minden-Lübbecke zusammengeschlossen.

## Einwohnerentwicklung
| Jahr            | Einwohner | Quelle |
| --------------- | --------- | ------ |
| 1843 (3. Dez.)  | 05.107    | [ 8 ]  |
| 1864 (3. Dez.)  | 05.175    | [ 9 ]  |
| 1885 (1. Dez.)  | 04.790    | [ 10 ] |
| 1910 (1. Dez.)  | 06.612    | [ 7 ]  |
| 1925 (16. Juni) | 07.187    | [ 11 ] |
| 1933 (16. Juni) | 07.664    | [ 11 ] |
| 1939 (17. Mai)  | 07.891    | [ 11 ] |
| 1950 (13. Sep.) | 09.797    | [ 12 ] |
| 1961 (6. Juni)  | 10.083    | [ 12 ] |
| 1970 (27. Mai)  | 11.095    | [ 12 ] |
| 1972 (31. Dez.) | 11.349    |        |